# Ruido cuántico
En comunicaciones ópticas y submilimétricas, se llama ruido cuántico al proceso estocástico (aleatorio) subyacente que, al combinarse con la señal, produce el ruido de disparo fotónico, característico de la naturaleza discreta de los fotones. O dicho de otra forma, el ruido fotónico de disparo puede atribuirse, indistintamente, a la naturaleza discreta de los fotones, o al efecto del ruido cuántico sobre la señal.
El ruido cuántico se debe a los fenómenos de decoherencia presentes en el mundo cuántico, es uno de los principales desafíos a superar en el desarrollo experimental, industrial y comercial de los dispositivos de procesamiento de información cuántica.
En electrodinámica cuántica se identifica con las fluctuaciones del punto cero (o fluctuaciones del vacío).

## Densidad espectral de potencia
El ruido cuántico no puede detectarse directamente (no aparece en la medida de un Analizador de Espectro Óptico para fibra, por ejemplo), por ser una fluctuación de punto cero.
No obstante, para explicar los efectos que induce, hay que asignarle una densidad espectral de potencia de {\displaystyle h\nu /4} por cada grado de libertad ({\displaystyle k} = dimensiones del espacio de fase) asociado a la señal que se esté midiendo. Así, para una señal monomodo en una única polarización, k = 2 fases (I, Q):
{\displaystyle n_{\mathrm {q} }={\frac {\mathrm {h\nu } }{\mathrm {2} }}B_{\mathrm {o} }}
donde nq es la potencia de ruido cuántico en vatios, h es la constante de Planck en J·s, {\displaystyle \nu } es la frecuencia en Hz, y Bo es en ancho de banda óptico (FWHM) en Hz.
Para una señal monomodo en dos polarizaciones, k = 4 fases (HI, HQ, VI, VQ), {\displaystyle n_{\mathrm {q} }=h\nu B_{\mathrm {o} }}.
Aunque la densidad espectral de potencia y la energía del fotón se miden en las mismas unidades, conceptualmente son diferentes. La densidad espectral de potencia debe interpretarse como w/Hz, en vez de como energía (J).

## Ruido de disparo como manifestación del ruido cuántico
Se puede llegar a la fórmula de Schottky para la varianza del ruido de disparo fotónico, suponiendo que el voltaje de ruido cuántico {\displaystyle {\bar {v}}_{n}} es una variable aleatoria que se suma al voltaje de señal (vs, determinista). De esta forma, la potencia instantánea ( {\displaystyle w=\left\vert v_{s}+{\bar {v}}_{n}\right\vert ^{2}} ) es una nueva variable aleatoria, y podemos identificar su varianza con la del ruido de disparo fotónico.
Si {\displaystyle {\bar {v}}_{n}} es una variable aleatoria Gaussiana k-dimensional de media cero y {\displaystyle Var[{\bar {v}}_{n}]\equiv \sigma ^{2}\cdot k=h\nu B_{o}\cdot k/4}, entonces {\displaystyle w/\sigma ^{2}} es una variable aleatoria Chi-cuadrado no central de parámetros k, {\displaystyle v_{s}^{2}/\sigma ^{2}}. Lo que lleva a que {\displaystyle Var[w]=4\sigma ^{2}v_{s}^{2}+2k\sigma ^{4}},
Suponiendo que la potencia de señal {\displaystyle s\equiv v_{s}^{2}\gg \sigma ^{2}}, y usando el ancho de banda HWHM (Be = Bo/2), en vez de Bo (FWHM), llegamos a la fórmula de Schottky para fotones:
{\displaystyle Var[w]=2h\nu B_{\mathrm {e} }s}
Es el mismo resultado que obtendríamos suponiendo que el número de fotones, {\displaystyle l}, detectados en un intervalo de duración T, es una variable aleatoria de Poisson de media y varianza iguales a {\displaystyle sT/h\nu }.  En este caso, la potencia instantánea sería {\displaystyle w=h\nu \cdot l/T}, y su varianza:
{\displaystyle Var[w]={\frac {(h\nu )^{2}}{T^{2}}}Var[l]={\frac {h\nu }{T}}s=2h\nu B_{\mathrm {e} }s}
donde hemos tenido en cuenta que {\displaystyle B_{e}=1/2T} (ancho de banda de Nyquist).

## Relación con el ruido térmico
La densidad espectral de potencia de ruido térmico {\displaystyle u(\nu ,T)} que genera una fuente pasiva monomodo, en una única polarización, a la temperatura física T y a la frecuencia {\displaystyle \nu \,} es:
{\displaystyle u_{T}(\nu ,T)={\frac {h\nu }{e^{\frac {h\nu }{kT}}-1}}}
Corresponde a la densidad espectral de potencia térmica radiada por un cuerpo negro en un solo modo, y una sola polarización, según la ley de Planck.
Algunos autores sostienen que el ruido cuántico es indisociable del ruido térmico y hay que sumárselo, aunque no pueda medirse directamente. De esta forma quedaría:
{\displaystyle n_{T}(\nu ,T)={\frac {h\nu }{e^{\frac {h\nu }{kT}}-1}}+{\frac {h\nu }{2}}={\frac {h\nu }{2}}\coth {\frac {h\nu /2}{kT}}}
Para bajas frecuencias o altas temperaturas ({\displaystyle h\nu \ll kT}), la densidad espectral de potencia de ruido térmico se reduce a la fórmula de Johnson (ley de Rayleigh-Jeans):
{\displaystyle n_{T}(\nu ,T)\simeq kT}
y para altas frecuencias o bajas temperaturas ({\displaystyle h\nu \gg kT}), por ejemplo, en transmisión por fibra óptica:
{\displaystyle n_{T}(\nu ,T)\simeq {\frac {h\nu }{2}}}
es decir, en este último caso, el ruido térmico propiamente dicho, {\displaystyle u_{T}(\nu ,T)}, es despreciable frente al ruido cuántico.
En telecomunicaciones, {\displaystyle u_{T}(\nu ,T)} es lo que se mide con un Analizador de Espectro a la salida de una línea de transmisión óptica de longitud semi-infinita, que se encuentra en equilibrio térmico a la temperatura T, en todos sus puntos z. En esta situación el coeficiente de atenuación, {\displaystyle \alpha [Np/Km]}, es constante y mayor que el coeficiente de ganancia, {\displaystyle \gamma [Np/Km]}, también independiente de z, y su cociente es el factor de Boltzmann:
{\displaystyle {\frac {\gamma }{\alpha }}={\frac {N_{2}}{N_{1}}}=exp(-{\frac {h\nu }{kT}})}
donde estamos suponiendo un sistema cuántico de dos niveles para explicar la atenuación y ganancia de la línea, y que {\displaystyle \alpha } y {\displaystyle \gamma } son proporcionales a las poblaciones de nivel inferior ({\displaystyle N_{1}}) y superior ({\displaystyle N_{2}}), respectivamente.
En este ejemplo, el ruido térmico puede tratarse como Emisión Espontánea Amplificada (ASE, por sus siglas en inglés) y como tal responde a la ecuación diferencial:
{\displaystyle {du \over dz}=(\gamma -\alpha )u+\gamma h\nu }
La solución para la línea de transmisión descrita ({\displaystyle -\infty <z\leq 0}) es:
{\displaystyle u_{T}(z)=h\nu {\frac {\gamma }{\alpha -\gamma }}={\frac {h\nu }{e^{\frac {h\nu }{kT}}-1}}}
Si en vez de {\displaystyle u} consideramos {\displaystyle n=u+h\nu /2}, la ecuación diferencial quedaría:
{\displaystyle {dn \over dz}=(\gamma -\alpha )n+(\gamma +\alpha ){\frac {h\nu }{2}}}
y su solución:
{\displaystyle n_{T}(z)={\frac {h\nu }{2}}\cdot {\frac {\alpha +\gamma }{\alpha -\gamma }}={\frac {h\nu }{2}}({\frac {2}{{\frac {\alpha }{\gamma }}-1}}+1)={\frac {h\nu }{e^{\frac {h\nu }{kT}}-1}}+{\frac {h\nu }{2}}}
conforme a lo considerado.
El caso {\displaystyle \gamma >\alpha } (inversión de población) tendría la misma solución si admitimos energías negativas para representar temperaturas negativas.

## Relación con el ruido de emisión espontánea amplificada
La emisión espontánea puede explicarse como una emisión estimulada por el ruido cuántico, en vez de por fotones reales como ocurre en la emisión estimulada propiamente dicha.
En una línea de transmisión óptica, la evolución de la densidad espectral de potencia de emisión espontánea amplificada (o ruido ASE, por sus siglas en inglés) se rige por una ecuación diferencial ordinaria lineal de primer orden. Según la referencia que se tome para definir la d.e.p. de ruido ASE, la ecuación adquiere una de las siguientes formas:
{\displaystyle {dr \over dz}=(\gamma -\alpha )r+\gamma h\nu }
{\displaystyle {dn \over dz}=(\gamma -\alpha )n+(\gamma +\alpha ){\frac {h\nu }{2}}}
{\displaystyle {dm \over dz}=(\gamma -\alpha )m+\alpha h\nu }
donde {\displaystyle m(z)=n(z)+h\nu /2=r(z)+h\nu }, y {\displaystyle \gamma (z)}, {\displaystyle \alpha (z)} son los coeficientes de ganancia y atenuación en cada punto {\displaystyle z} de la línea de transmisión.
Estas tres definiciones de la d.e.p. de ruido ASE sólo difieren en la forma de incorporar el ruido cuántico {\displaystyle h\nu /2}, y provienen de la mecánica cuántica. Cada una ellas se relaciona con una de las tres representaciones más habituales de estados en el espacio de fase:
{\displaystyle r(z)}: Representación - P de Sudarshan, asociada al orden normal de operadores.
{\displaystyle n(z)}: Representación de Wigner, asociada al orden simétrico de operadores.
{\displaystyle m(z)}: Representación - Q de Husimi, asociada al orden anti-normal de operadores.
La solución a la ecuación diferencial en cada caso es:
{\displaystyle r(z)=g\cdot r_{in}+g\cdot r_{e}}, con  {\displaystyle r_{e}(z)=h\nu \int _{0}^{z}{\frac {\gamma (z')}{g(z')}}dz'}:
{\displaystyle n(z)=g\cdot n_{in}+g\cdot n_{e}}, con  {\displaystyle n_{e}(z)={\frac {h\nu }{2}}\int _{0}^{z}{\frac {\gamma (z')+\alpha (z')}{g(z')}}dz'}
{\displaystyle m(z)=g\cdot m_{in}+g\cdot m_{e}}, con  {\displaystyle m_{e}(z)=h\nu \int _{0}^{z}{\frac {\alpha (z')}{g(z')}}dz'}
donde {\displaystyle m_{in}=n_{in}+h\nu /2=r_{in}+h\nu }, son el ruido ASE a la entrada de la línea de transmisión ({\displaystyle z=0}), y {\displaystyle g(z)} es la ganancia de potencia de señal entre la entrada y el punto {\displaystyle z}, que cumple:
{\displaystyle {dg \over dz}=(\gamma -\alpha )g}, y por lo tanto: {\displaystyle g(z)=exp{\int _{0}^{z}[\gamma (z')-\alpha (z')]dz'}}
Aunque son equivalentes, cada representación tiene sus ventajas. Por ejemplo {\displaystyle r(z)} se corresponde con la lectura de densidad espectral de potencia que nos daría un analizador de espectro óptico, por lo que es la definición preferida en la mayoría de textos de ingeniería. Sin embargo, la fórmula del factor de ruido ({\displaystyle f}), se simplifica mucho cuando se usa la definición de {\displaystyle n(z)}:
{\displaystyle f={\frac {h\nu /2}{n_{r}}}\cdot {\frac {1}{g}}+{\frac {r_{e}}{n_{r}}}+1-{\frac {h\nu /2}{n_{r}}}=1+{\frac {n_{e}}{n_{r}}}}
por lo que también está muy extendida, sobre todo entre los físicos.

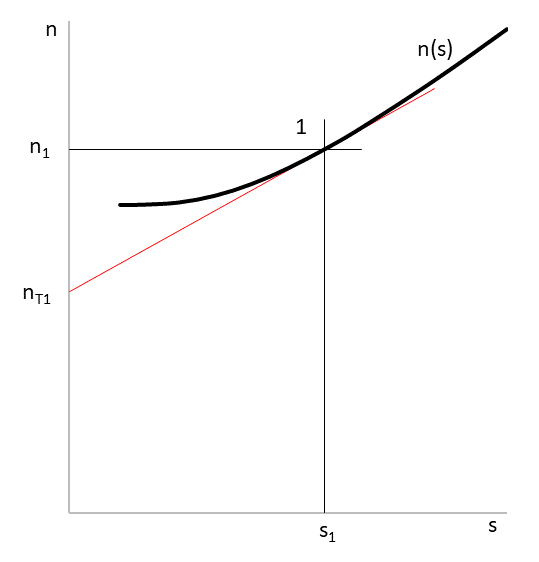
es la ordenada en el origen de la recta tangente a, en el punto

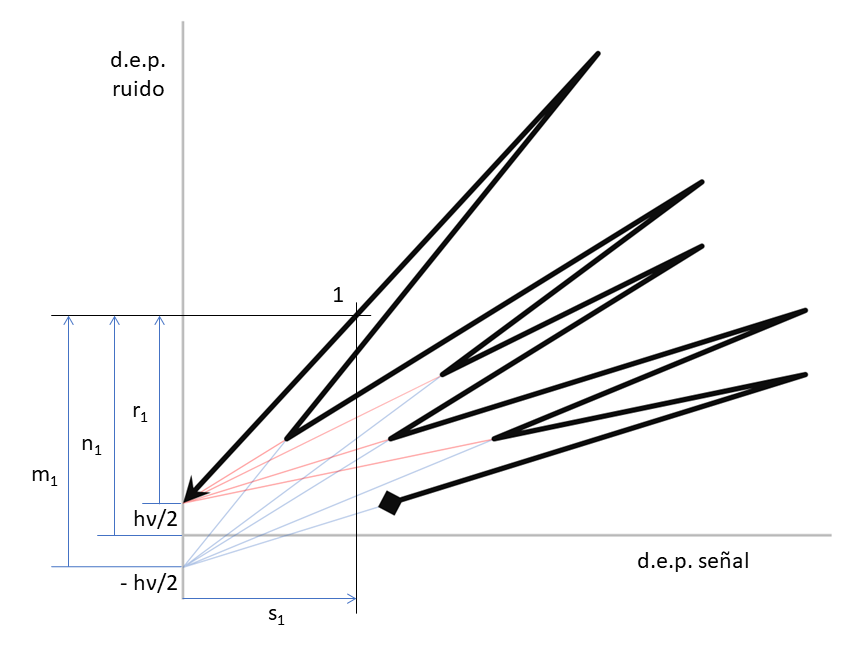
Ejemplo 1: Línea de transmisión compuesta por tramos puros de amplificación alternados con tramos puros de atenuación.

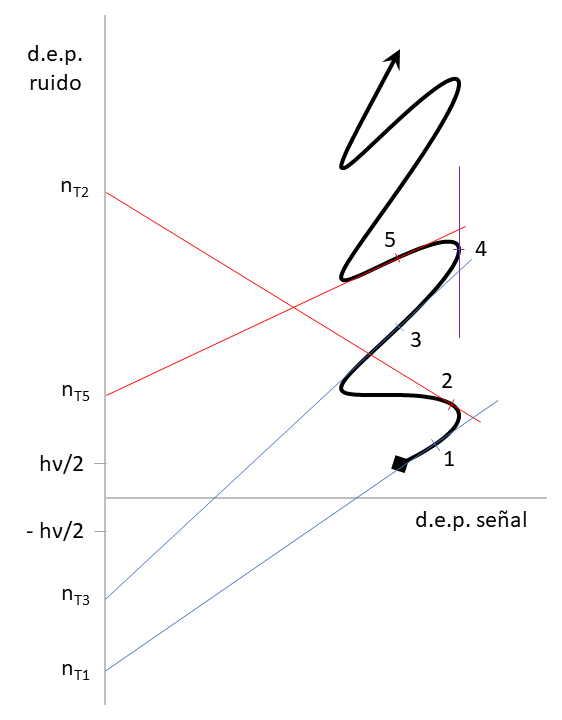
Ejemplo 2: Línea de transmisión genérica (en cada punto hay amplificación y atenuación simultáneamente). Puntos 1 y 3 con, puntos 2 y 5 con, y punto 4 con.

Es interesante advertir que, usando {\displaystyle r(z)} estamos considerando implícitamente que todo el ruido de la línea de transmisión se genera allí donde existe amplificación, ya que los atenuadores puros ({\displaystyle \gamma =0}) no introducen ruido ({\displaystyle r_{e}=0}). En el extremo opuesto, al usar {\displaystyle m(z)} estamos atribuyendo todo el ruido generado en la línea de transmisión a los puntos donde existe atenuación, ya que los amplificadores puros ({\displaystyle \alpha =0}) no introducen ruido ({\displaystyle m_{e}=0}). Y si usamos {\displaystyle n(z)} estamos considerando que amplificadores y atenuadores contribuyen en la generación de ruido por igual.
La equivalencia de las tres definiciones se aprecia mejor en una gráfica de evolución del ruido ({\displaystyle r}, {\displaystyle n}, ó {\displaystyle m}) frente a la señal ({\displaystyle s}), siendo {\displaystyle s=g\cdot s_{in}}. De esta forma se puede escribir la derivada de {\displaystyle n} respecto a {\displaystyle s} como:
{\displaystyle {dn \over ds}={\frac {(\gamma -\alpha )n+(\gamma +\alpha ){\frac {h\nu }{2}}}{(\gamma -\alpha )s}}={\frac {n-n_{T}}{s}}}
donde:
{\displaystyle n_{T}(z)={\frac {h\nu }{2}}\cdot {\frac {\alpha +\gamma }{\alpha -\gamma }}}
es la d.e.p. de potencia del ruido térmico en cada punto {\displaystyle z} de la línea de transmisión, y en la gráfica queda representado como la ordenada en el origen de la recta tangente a la curva {\displaystyle n(s)} en el punto {\displaystyle z}.
Se cumple que {\displaystyle n_{T}\geq h\nu /2} donde la línea actúa como atenuador neto ({\displaystyle \alpha >\gamma }), con {\displaystyle n_{T}=h\nu /2} para los atenuadores puros ({\displaystyle \gamma =0}). Y que {\displaystyle n_{T}\leq -h\nu /2} donde la línea de transmisión actúa como amplificador neto ({\displaystyle \gamma \geq \alpha }), con {\displaystyle n_{T}=-h\nu /2} para los amplificadores puros ({\displaystyle \alpha =0}). Es decir, {\displaystyle n_{T}} puede tomar cualquier valor excepto los comprendidos entre {\displaystyle -h\nu /2} y {\displaystyle h\nu /2}.
La relación señal a ruido decrece con {\displaystyle z}, en todo {\displaystyle z}, para las tres definiciones de ruido ({\displaystyle r}, {\displaystyle n}, ó {\displaystyle m}), como puede verse en las gráficas de los dos ejemplos (las flechas indican el sentido de las {\displaystyle z} crecientes).